# Blånäktergal
Blånäktergal (Larvivora cyane) är en asiatisk fågel i familjen flugsnappare. Den häckar i barrskog i östra Asien i södra Sibirien, nordöstra Kina, Japan och Korea. Vintertid flyttar den till Sydostasien. Fågeln har uppträtt några enstaka gånger i Europa. Den minskar i antal, men beståndet anses ändå vara livskraftigt.

## Utseende och läte
Blånäktergalen är en liten (12–13 centimeter) kompakt fågel med kort stjärt samt kraftiga ben och kraftig, spetsig näbb. Benen är tydligt ljust skära. Hanen är omisskännlig med sin mörkblåa ovansida och renvita undersida. Däremellan går en svartaktig bård, från tygeln ner till bröstsidan. Hona och ungfågel är mer färglösa med brun ovansida och beigegrå undersida, men stjärten är tydligt blåtonad.
SÅngen är en högljudd, snabb och explosiv drill, liknande den av japansk näktergal (L. akahige) men mer varierad. Locklätet är ett kort tack eller snabba och låga teck-teck-teck.

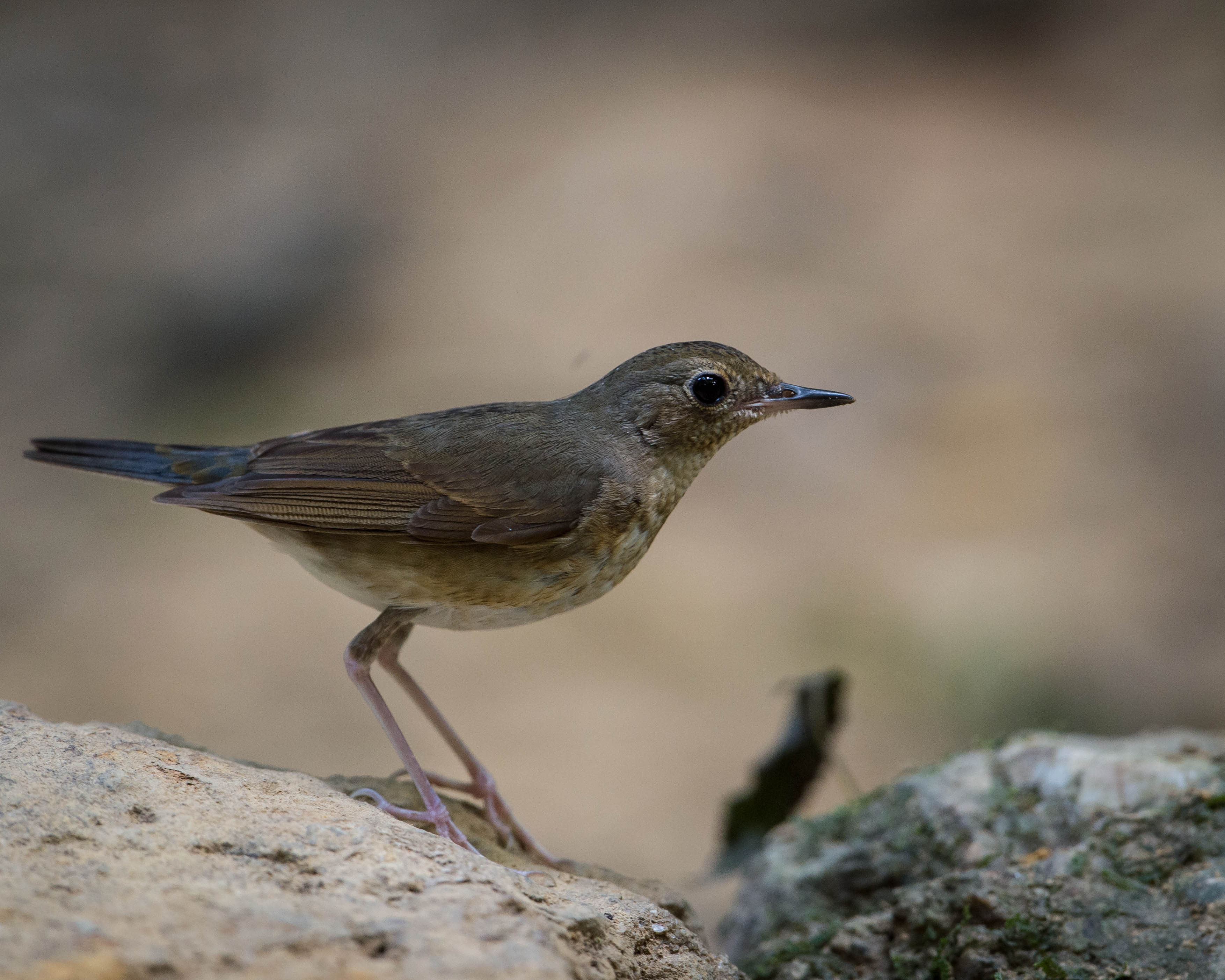
Ung hona blånäktergal.

## Utbredning och systematik
Blånäktergal häckar i sydöstra Sibirien, nordöstra Kina, Korea och Japan. Den delas oftast upp i två underarter med följande utbredning:
- Larvivora cyane cyane – häckar i sydcentrala Sibirien (och möjligen närliggande nordöstra Kazakstan) samt norra Mongoliet
- Larvivora cyane bochaiensis – häckar från östra Sibirien till nordöstra Kina, Korea och Japan

Vissa urskiljer även den nyligen beskrivna underarten nechaevi med utbredning på Sachalin, i södra Kurilerna och i Japan.
Arten övervintrar i södra Kina och Indokina samt på Malackahalvön, Sumatra, Java och Borneo men det är oklart vilken underart som övervintrar var.
Blånäktergalen är en mycket sällsynt gäst i Europa, med fyra fynd i Storbritannien, ett i Kanalöarna och ett i Ebrodeltat i Spanien.

### Släktestillhörighet
Arten har tidigare först till släktet Luscinia, men genetiska studier visar att det släktet är parafyletiskt, där arterna i Larvivora snarare är närmast släkt med kortvingarna i Brachypteryx.

### Familjetillhörighet
Blånäktergal med släktingar ansågs fram tills nyligen liksom bland andra stenskvättor, stentrastar och buskskvättor vara små trastar. DNA-studier visar dock att de är marklevande flugsnappare (Muscicapidae) och förs därför numera till den familjen.

## Ekologi
Denna insektsätande fågel häckar i barrskog med tät undervegetation, ofta bredvid floder eller i skogskanter. Den födosöker på marken. Fågeln häckar i juni–juli i Ryssland och maj till juli i Kina och Japan. Boet är en skål av mossa och löv fodrad med djurhår och placerad på marken bland trädrötter, fallna grenar eller under ormbunkar. Honan lägger fyra till sex himmelsblå till starkt blå eller grönblå ägg. Den boparasiteras av visselhökgöken (Hierococcyx fugax).

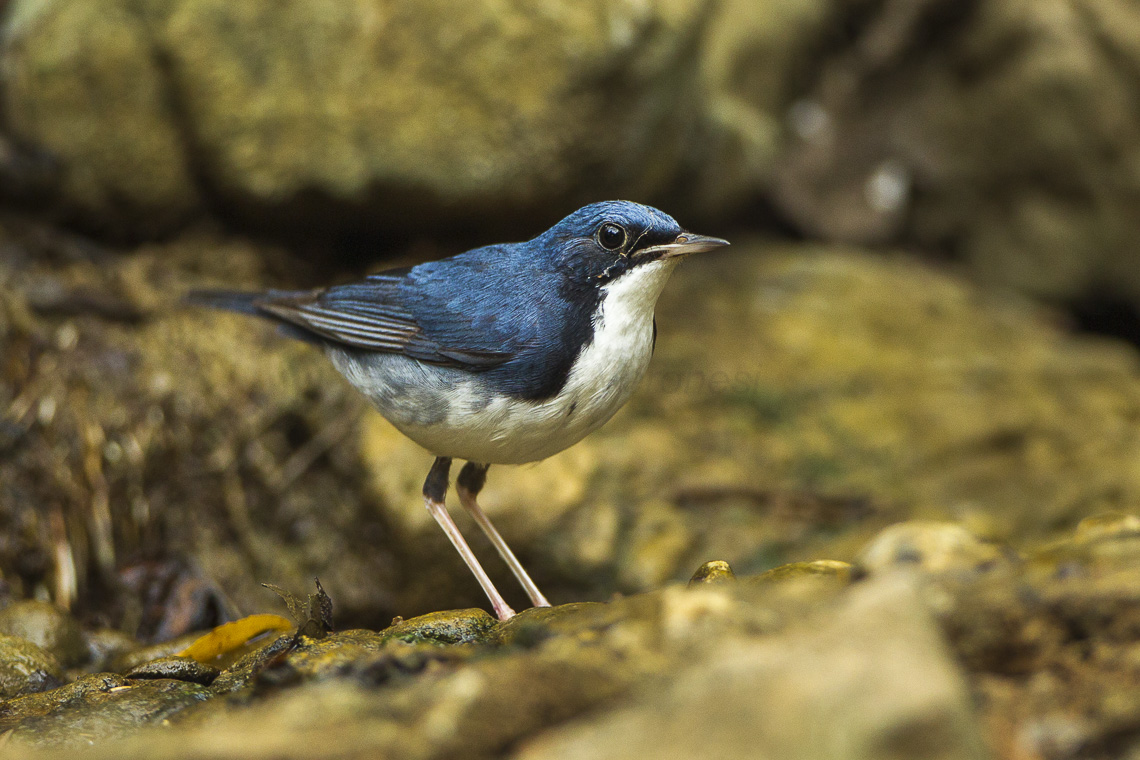

## Status och hot
Arten har ett stort utbredningsområde och en stor population, men tros minska i antal, dock inte tillräckligt kraftigt för att den ska betraktas som hotad. Internationella naturvårdsunionen IUCN kategoriserar därför arten som livskraftig (LC). Världspopulationen har inte uppskattats men den beskrivs som vanlig i hela utbredningsområdet förutom i norra Vietnam där den är sällsynt.